# Philippe Magnier
Pour les articles homonymes, voir Magnier.
Philippe Magnier est un sculpteur français (Paris, 1647 - Paris, 1715). Au service de Charles Le Brun.

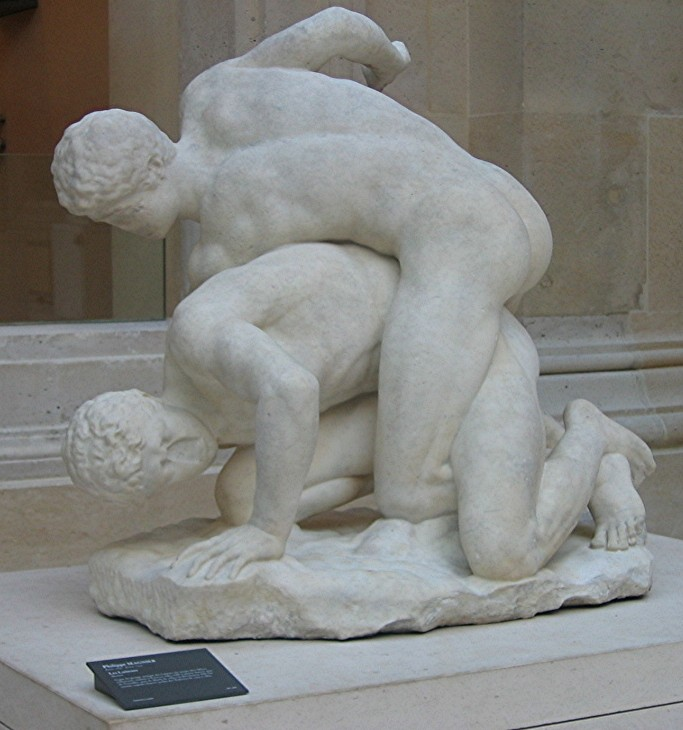
Philippe Magnier, Lutteurs

## Œuvres
- Les lutteurs (Musée du Louvre)[1]
- L'Aurore descendant de son char (musée du Louvre)[2]
- Saint Jude (musée du Louvre)
- Nymphe (parc de Versailles)
- L'aurore (parc de Versailles)
- Circé (parc de Versailles)
- Ulysse (parc de Versailles)